# 토요타 세라

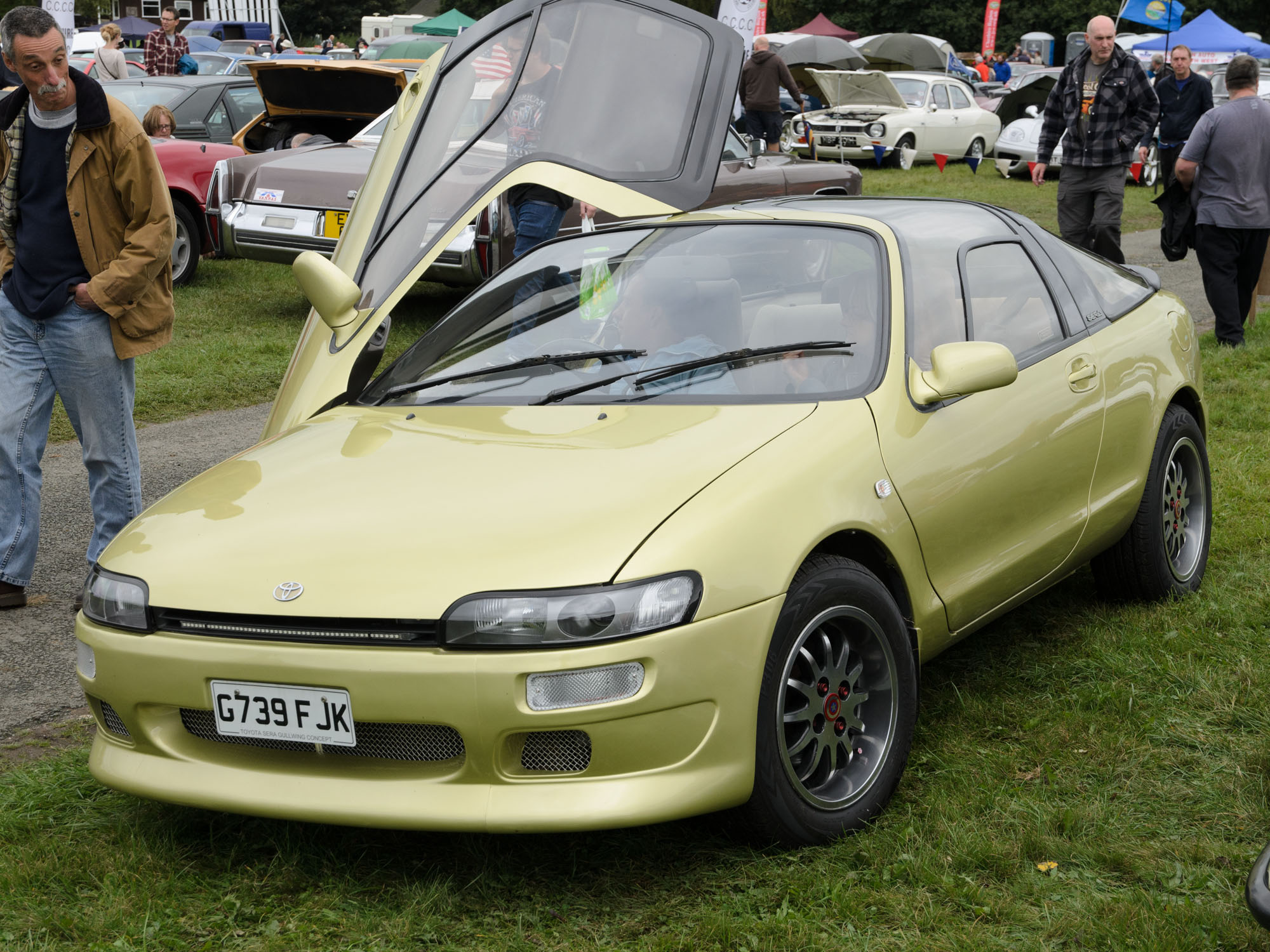
토요타 세라 정측면

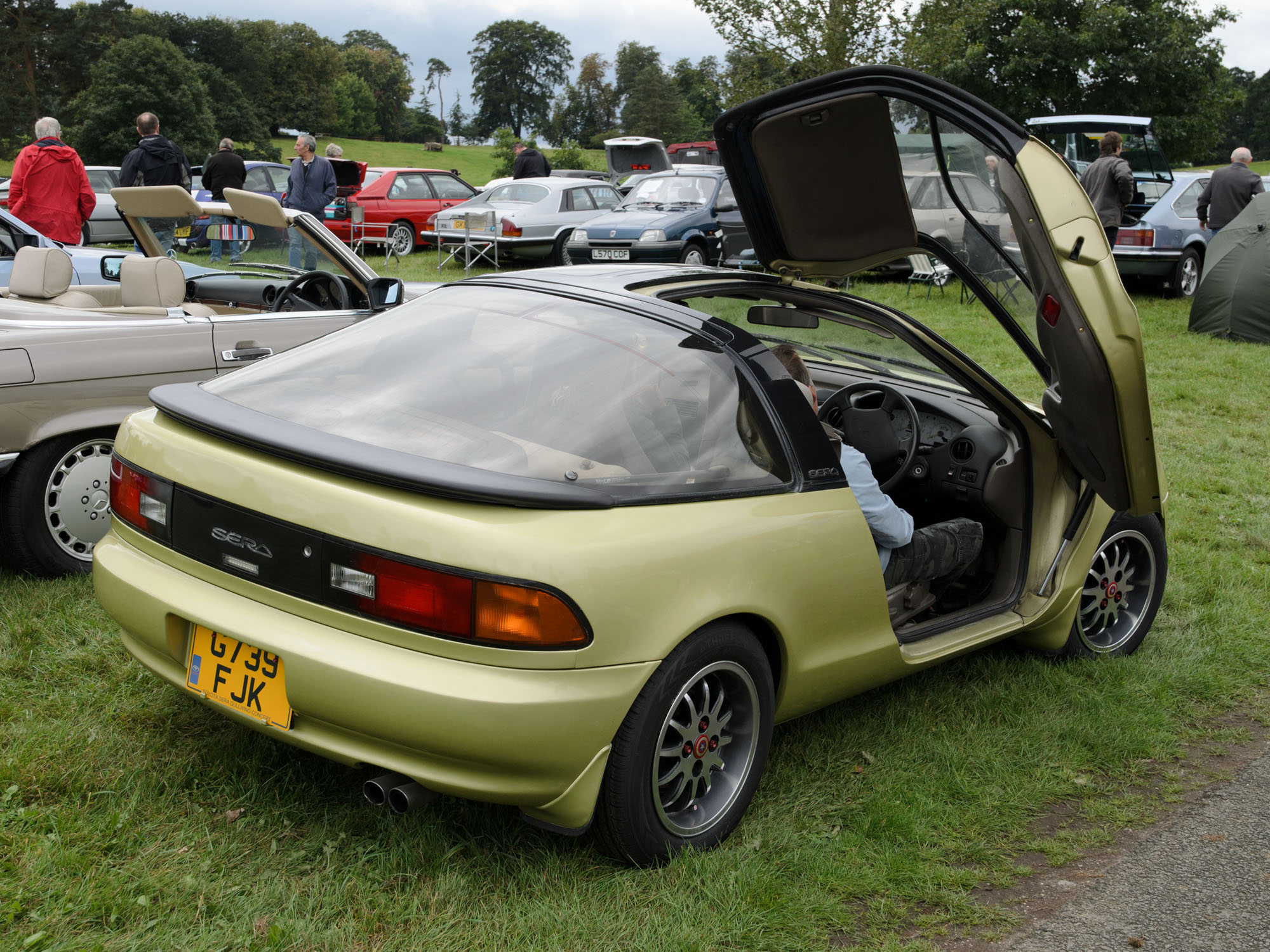
토요타 세라 후측면

토요타 세라(Toyota Sera)는 일본 토요타 자동차의 소형 해치백이다. 차명인 세라는 프랑스어로 '의지'를 의미한다. 1987년에 개최된 제 27회 도쿄 모터쇼에 출품된 컨셉트 카인 AXV-Ⅱ의 양산형으로, 1990년 3월에 출시되었다. 스타렛을 기반으로 하였으나, 유리로 된 지붕과 이를 실현하기 위한 버터플라이 도어가 적용된 것이 특징이다. 버터플라이 도어가 적용된 자동차는 주로 고성능의 스포츠카에서나 볼 수 있었으나, 세라는 고성능이 아닌 분위기를 즐긴다는 컨셉트의 자동차였다. 전륜구동 방식이며, 엔진은 5E-FHE형 1,496cc의 4기통 DOHC가 장착되어 최고 출력 110마력/6,400rpm, 최대 토크 13.5kgm/5,200rpm을 발휘한다. 여기에 4단 자동변속기 또는 5단 수동변속기가 조합되었다. 그러나 판매가 부진함에 따라 많은 인기를 얻지 못했고, 결국 1994년 12월에 후속 차종 없이 단종되었다.

## 버터플라이 도어
이 특징은 토요타 자동차의 기업 이미지를 어필하였다. 일반 해치 게이트 등에 사용되는 댐퍼는 계절에 따라 작동의 견고함이 큰 차이가 나지만, 이는 댐퍼에 봉입된 오일의 점도가 온도에 따라 변화하기 때문에 여름에는 부드럽지만 겨울에는 굳게 되어 버리는 경우가 많았다. 그러나 세라에 적용된 버터플라이 도어는 보통 문 댐퍼 외에 온도 보상 댐퍼를 문 내부에 하나 더 장착하여 온도에 관계 없이 성능을 발휘시키는 것에 성공하고, 계절에 따른 변화를 최소화하였다. 또한 버터플라이 도어는 일반적으로 승차 시에는 주변에 상당한 공간이 필요한 것 같은 느낌을 받지만, 세라에 채용된 버터플라이 도어는 전개 시에도 미니밴의 높이보다 낮으면서 옆으로도 43cm의 공간을 차지하기 때문에 일반 문보다 좁은 공간에서의 개폐를 가능하게 하였다. 그러나 실내에서의 개폐는 일반 문처럼 손잡이를 당겨 옆으로 밀어 개폐하기 어렵고, 팔꿈치에서 대각선에 미는 등의 요령이 필요하였다.